# Vigsnæs Sogn
Vigsnæs Sogn er et sogn i Lolland Østre Provsti (Lolland-Falsters Stift).
I 1800-tallet var Vigsnæs Sogn et selvstændigt pastorat. Det hørte til Musse Herred i Maribo Amt. Vigsnæs sognekommune blev ved kommunalreformen i 1970 indlemmet i Sakskøbing Kommune, der ved strukturreformen i 2007 indgik i Guldborgsund Kommune.
I Vigsnæs Sogn ligger Vigsnæs Kirke.
I sognet findes følgende autoriserede stednavne:
- Hildesvig Skov (areal)
- Odden (areal)
- Skovby (bebyggelse)
- Vestermark (bebyggelse)
- Vigsnæs (bebyggelse, ejerlav)
- Vigsø (areal)